# 長安馬自達
长安马自达（正式名称为长安马自达汽车有限公司）是一家总部位于中华人民共和国江蘇省南京市的汽车制造企业，是长安汽车与马自达的合资企业，雙方各持公司一半的股份。该公司的主要业务是为中国市场制造马自达品牌的乘用车。该公司于2012年12月成立。 2021年8月，長安馬自達宣佈收購一汽馬自達。